# Matthias Pfannenmüller
Matthias Pfannenmüller, né le 24 novembre 1920 à Nuremberg (Bavière), est un coureur cycliste allemand, professionnel de 1948 à 1955.

## Palmarès
- 1948
  -  Champion d'Allemagne du contre-la-montre par équipes amateurs
  -  Champion d'Allemagne de poursuite par équipes amateurs
  - Tour de Cologne amateurs
- 1949
  - Hochland Rundfahrt
  - Écharpe d'Or :
    - Classement général
    - 1re étape

  - 8e étape du Tour d'Allemagne
- 1950
  - Tour de la Forêt Noire
  - 2e du Tour d'Allemagne
- 1951
  - 2e du Tour des Trois Lacs
  - 3e du Tour de Francfort
- 1953
  - 3e du championnat d'Allemagne de cyclisme sur route
  - 3e du Tour du Pfalz

## Résultats sur les grands tours

### Tour d'Italie
1 participation 
- 1954 : abandon